# ビンガ山
ビンガ山（ビンガさん、ポルトガル語: Monte Binga）は、モザンビークの最高地点であり、標高は約2,436mである。この山はジンバブエとの国境近くのシマニマニ山塊、マニカ州州都シモイオの西に位置している。